# Montiopsis polycarpoides
Montiopsis polycarpoides är en källörtsväxtart som först beskrevs av Rodolfo Amando Philippi, och fick sitt nu gällande namn av I. Peralta. Montiopsis polycarpoides ingår i släktet Montiopsis och familjen källörtsväxter. Inga underarter finns listade i Catalogue of Life.